# Kristin Armstrong
Kristin Armstrong (Boise, 11 agosto 1973) è un'ex ciclista su strada statunitense, campionessa olimpica a cronometro nel 2008, nel 2012 e nel 2016 e campionessa del mondo nella stessa specialità nel 2006 e nel 2009.

## Palmarès
- 2002

1ª tappa Pomona Valley Stage Race
- 2004

2ª tappa Pomona Valley Stage Race
3ª tappa Redlands Classic
Prologo Sea Otter Classic
Campionati statunitensi, Prova in linea
- 2005

1ª tappa Cascade Classic
2ª tappa Cascade Classic
Classifica generale Cascade Classic
1ª tappa San Dimas Stage Race
Prologo Sea Otter Classic
2ª tappa Sea Otter Classic
Classifica generale Sea Otter Classic
Campionati panamericani, Prova a cronometro
Campionati statunitensi, Prova a cronometro
1ª tappa Tour de Toona
- 2006

2ª tappa Cascade Classic
3ª tappa Cascade Classic
1ª tappa Nature Valley Grand Prix
4ª tappa Nature Valley Grand Prix
Classifica generale Nature Valley Grand Prix
2ª tappa Tour of the Gila
5ª tappa Tour of the Gila
Classifica generale Tour of the Gila
1ª tappa San Dimas Stage Race
Classifica generale San Dimas Stage Race
Campionati statunitensi, Prova a cronometro
Campionati statunitensi, Prova in linea
3ª tappa Tour de Toona
Classifica generale Tour de Toona
1ª tappa Euregio Tour
Classifica generale Euregio Tour
Campionati del mondo, Prova a cronometro
- 2007

3ª tappa Nature Valley Grand Prix
5ª tappa Nature Valley Grand Prix
6ª tappa Nature Valley Grand Prix
Classifica generale Nature Valley Grand Prix
Souvenir Magali Pache
Campionati statunitensi, Prova a cronometro
6ª tappa Tour de Toona
Classifica generale Tour de Toona
7ª tappa Holland Tour
Classifica generale Holland Tour
- 2008

3ª tappa Tour of New Zealand
5ª tappa Tour of New Zealand
Classifica generale Tour of New Zealand
Sequoia Cycling Classic (cronometro)
Gran Premio Comuni di Santa Luce e Castellina Marittima
Ronde van Drenthe
1ª tappa Nature Valley Grand Prix
3ª tappa Nature Valley Grand Prix
5ª tappa Nature Valley Grand Prix
6ª tappa Nature Valley Grand Prix
Classifica generale Nature Valley Grand Prix
1ª tappa Cascade Classic
3ª tappa Cascade Classic
5ª tappa Cascade Classic
6ª tappa Cascade Classic
Classifica generale Cascade Classic
Giochi olimpici, Prova in linea
- 2009

1ª tappa Tour of the Gila
2ª tappa Tour of the Gila
3ª tappa Tour of the Gila
5ª tappa Tour of the Gila
Classifica generale Tour of the Gila
Berner Rundfahrt
5ª tappa Tour de l'Aude
1ª tappa Nature Valley Grand Prix
6ª tappa Nature Valley Grand Prix
Classifica generale Nature Valley Grand Prix
3ª tappa Tour de l'Ardèche
Classifica generale Tour de l'Ardèche
Campionati del mondo, Prova a cronometro
- 2011

Tour of California Women's Challenge (cronometro)
Prologo Mt. Hood Cycling Classic
4ª tappa Mt. Hood Cycling Classic
Classifica generale Mt. Hood Cycling Classic
1ª tappa Nature Valley Grand Prix
- 2012

1ª tappa Tour of New Zealand (cronometro)
1ª tappa San Dimas Stage Race
2ª tappa San Dimas Stage Race
Classifica generale San Dimas Stage Race
1ª tappa Energiewacht Tour
1ª tappa Tour of the Gila
2ª tappa Tour of the Gila
3ª tappa Tour of the Gila
5ª tappa Tour of the Gila
Prologo Cascade Classic
1ª tappa Cascade Classic
Giochi olimpici, Prova a cronometro
- 2015 (Twenty 16 presented by Sho-Air, cinque vittorie)

Campionati statunitensi, Prova a cronometro
1ª tappa Cascade Classic
2ª tappa Cascade Classic
1ª tappa USA Pro Cycling Challenge
Classifica generale USA Pro Cycling Challenge
- 2016 (Twenty16-RideBiker, quattro vittorie)

1ª tappa San Dimas Stage Race
Classifica generale San Dimas Stage Race
3ª tappa Redlands Classic
Classifica generale Redlands Classic

### Altri successi
- 2009

Open de Suede Vargarda TTT (cronosquadre)

## Piazzamenti

### Competizioni mondiali
- Giochi olimpici

Atene 2004 - In linea: 8ª
Pechino 2008 - In linea: 25ª
Pechino 2008 - Cronometro: vincitrice
Londra 2012 - In linea: 35ª
Londra 2012 - Cronometro: vincitrice
Rio 2016 - Cronometro: vincitrice